# Micaela Ghițescu
Micaela-Alexandra Ghițescu (n. 18 iulie 1931, București, România – d. 13 mai 2019) a fost o traducătoare română.

## Familia și studiile
A fost fiica chirurgului Constantin Ghițescu și a Mariei-Eliza (n. Papacostea). A efectuat studiile la Liceul „Carmen Sylva” și la Liceul „Gheorghe Lazăr” din București (1937-1949). A urmat cursurile Facultății de Filologie, secția limba și literatura franceză (1949-1952, 1955-1957).

## Detenția
În perioada 1952-1955 a fost arestată sub acuzația de spionaj în favoarea Franței.

## Activitatea literară
A tradus în special din limba portugheză. Este și autoarea unor dicționare spaniole și portugheze.
Din 2003 a fost redactor-șef al revistei Memoria - revista gândirii arestate.

## Distincții
- Ordinul național „Serviciul Credincios” în grad de Cavaler (1 decembrie 2000) „pentru realizări artistice remarcabile și pentru promovarea culturii, de Ziua Națională a României”[5]
- Ordinul Infantelui Dom Enrique (Ordem do Infante D. Henrique) în grad de Mare Ofițer (2015) pentru activitatea de promovare a culturii portugheze, conferit de președintele Portugaliei Aníbal Cavaco Silva[6]

## Scrieri
- 1964: Mică gramatică portugheză (București);
- 1976: Dicționar spaniol - român (București);
- 1976: Dicționar român - spaniol (București);
- 1980: Dicționar de proverbe spaniol-portughez-român;
- 2012: Între uitare și memorie, memorii în care relatează perioada petrecută ca deținută politică, Humanitas

### Traduceri
- 1968: Eça de Queirós, Crima părintelui Amaro;
- 1970: Fernando Namora, Casa vagabonzilor, Minele din San Francisco;
- 1972: Eça de Queirós, Relicva.
- 1974:  Pinto, F.M. Peregrinare
- 1975: Veríssimo, E., Incidentla Antares
- 1976: Herculano, A., Măscăriciul
- 1979: Garrett, Almeida, Călătorie prin țara mea[7]